# 룩셈부르크 공자 기욤
룩셈부르크 공자 기욤(Prince Guillaume of Luxembourg, 1963년 5월 1일 ~ )은 룩셈부르크의 장 대공과 벨기에 공주 조제핀샤를로트의 셋째 아들이자 막내이다.